# Таджикистанско-французские отношения
Таджикиста́нско-францу́зские отноше́ния — двусторонние дипломатические отношения между Таджикистаном и Францией, установленные 3 марта 1992 года. Франция стала одной из первых стран, признавших независимость Таджикистана от Советского Союза. В 2001 году было открыто посольство Франции в Душанбе, в 2002 году — посольство Таджикистана в Париже.

## История
В 1976 году Министерство цветной металлургии СССР закупило оборудование у французской компании «Pechiney», чьи специалисты прибыли в Регар и на Таджикском алюминиевом заводе построили цех по производству обожжённых анодов. В 1993 году французские специалисты уехали, оставив рабочий городок, прозванный работниками завода «Францией».
Франция стала одной из первых стран, признавших независимость Таджикистана в 1991 году. Дипломатические отношения между двумя странами были установлены 3 марта 1992 года в ходе визита Государственного секретаря по иностранным делам Алена Вивьена в Душанбе. Вивьен обсудил с таджикистанскими властями вопросы внутренней и внешней политики стран, а также пути развития двусторонних отношений. До открытия посольства Франции в Таджикистане 3 ноября 2001 года дипломатические связи между странами поддерживали аккредитованные в Таджикистане послы Франции в России: Пьер Морель (1992—1997), Юбер Колен де Вердье (1997—2000) и Клод Бланшмезон (2000—2001). 31 октября 2002 года первым послом Таджикистана во Франции был назначен Шариф Рахимов.
В декабре 2001 года Агентство по техническому сотрудничеству и развитию учредило культурный центр «Бактрия» (фр. Le Centre Culturel «Bactria») в Таджикистане, в котором проводятся изучение французского языка, выставки таджикистанских и зарубежных фотографов и художников, концерты зарубежных музыкальных групп и иные культурные мероприятия.
В 1999—2004 годах Таджикистан посетили министр по сотрудничеству и Франкофонии Шарль Жослен, министры обороны Франции Ален Ришар и Мишель Аллио-Мари, министр иностранных дел Франции Доминик де Вильпен и министр внешней торговли Франции Франсуа Лоо. В декабре 2002 года президент Таджикистана Эмомали Рахмон посетил Париж, где встретился с членами правительства, председателем Сената и президентом Франции Жаком Шираком, тогда же было подписано соглашение о взаимном поощрении и защите инвестиций, позволявшее Таджикистану заключать договоры с французскими предприятиями. По итогам посещения Таджикистана Мишель Аллио-Мари в 2005—2006 годах было образовано Общество представительства бизнес-кругов Таджикистана и Франции.
В октябре 2005 года Эмомали Рахмон посетил Францию для участия в работе Генеральной конференции ЮНЕСКО, в рамках которой был организован День Таджикистана, в котором участвовали деятели таджикистанского искусства, встретившиеся с Жаком Шираком и получившие государственные награды Франции. 11—12 апреля 2008 года был организован визит министра иностранных дел Франции Бернара Кушнера, в ходе которого Кушнер и Рахмон открыли здание посольства Франции в Душанбе. Делегации межпарламентской группы «Франция — Центральная Азия» во главе с Андре Дюле и «Миссии по геополитике воды» Национального собрания Франции во главе с Лионнелем Люкой в апреле и июне 2011 года соответственно посетили Таджикистан. 28 ноября 2012 года в Париже была образована межпарламентская группа «Франция-Таджикистан». 2 сентября 2013 года её делегация совершила визит в Таджикистан. В июне 2014 года председатель Высшего собрания Таджикистана Махмадсаид Убайдуллоев посетил Париж и встретился с членами Сената Франции.
3 октября 2013 года Национальный институт восточных языков и культур ввёл в программу обучения изучение таджикских языка и культуры. В период с 2010—2011 по 2016 года в Париже несколько раз проводился праздник Навруз, в том числе, на реке Сене и под Эйфелевой башней.
3 сентября 2014 года был открыт новый терминал аэропорта Душанбе, построенный французской компанией Vinci Construction на основе договора между правительствами Таджикистана и Франции. В апреле и ноябре 2015 года в Душанбе и Париже соответственно прошли Первый и Второй таджикистано-французские бизнес-форумы, был организован Совет предпринимателей Таджикистана и Франции. В конце ноября 2015 года в ходе конференции ООН по изменению климата Эмомали Рахмон встретился с руководством французских корпораций «TotalEnergies» и «Airbus» и обсудил с ними перспективы развития нефтегазовой отрасли экономики Таджикистана и сотрудничества в авиационной сфере. В 2015 году в Душанбе прошла неделя французского языка и Франкофонии, организованная центром «Бактрия», посольством Франции в Таджикистане и рядом других партнёров.
По состоянию на 2016 год, таджикистано-французские отношения развивались в политической, военной, торгово-экономической и научно-культурной областях, например, страны рассматривали проекты о недопущении двойного налогообложения и предотвращения уклонения от уплаты налогов, а также планировались организация воздушного сообщения между странами и строительство командно-диспетчерского пункта в аэропорту Душанбе. В Таджикистане действуют 13 французских компаний, включая «Alstom», «Électricité de France», «Engie», «Orano» и «Schréder». Приоритетными направлениями в отношениях двух стран являются гидроэнергетика, добыча драгоценных металлов и камней, производство алюминия, а также развитие сельского хозяйства и туризма в Таджикистане.

## Французский военный контингент
Согласно соглашению от 8 декабря 2001 года, в аэропорту Душанбе был расквартирован французский военный контингент из 450 человек, до конца 2014 года оказывавший помощь войскам НАТО в ходе войны в Афганистане. Франция организует учебные курсы и иные мероприятия для таджикистанских военных. По мнению кандидата политических наук Павла Тимофеева, Франция использовала Таджикистан и Кыргызстан только как опорные точки для размещения военных, участвовавших в войне в Афганистане.